# Championnat d'Italie de football de deuxième division 1968-1969
Navigation
Édition précédente Édition suivante
La saison 1968-1969 de Serie B, organisée par la Lega Calcio pour la vingt-troisième fois, est la 37e édition du championnat de deuxième division en Italie. Les trois premiers sont promus directement en Serie A et les trois derniers sont relégués en Serie C.
À l'issue de la saison, la Lazio termine à la première place et monte en Serie A 1969-1970 (1re division), accompagné par le vice-champion, Brescia  et le troisième Bari.
Le championnat revient cette saison à son format normal avec 20 participants.

## Compétition
La victoire est à deux points, un match nul à 1 point.

### Classement
| Rang | Équipe     | Pts | J  | G  | N  | P  | Bp | Bc | Diff |
| ---- | ---------- | --- | -- | -- | -- | -- | -- | -- | ---- |
| 1    | Lazio      | 50  | 38 | 17 | 16 | 5  | 55 | 27 | +28  |
| 2    | Brescia R  | 48  | 38 | 17 | 14 | 7  | 46 | 24 | +22  |
| 3    | Bari       | 47  | 38 | 14 | 19 | 5  | 34 | 27 | +7   |
| 4    | Reggiana   | 46  | 38 | 17 | 12 | 9  | 36 | 23 | +13  |
| 5    | Reggina    | 44  | 38 | 13 | 18 | 7  | 36 | 24 | +12  |
| 6    | Genoa      | 41  | 38 | 10 | 21 | 7  | 36 | 29 | +7   |
| 7    | Côme P     | 41  | 38 | 14 | 13 | 11 | 33 | 28 | +5   |
| 8    | Perugia    | 38  | 38 | 9  | 20 | 9  | 31 | 26 | +5   |
| 9    | Foggia     | 38  | 38 | 11 | 16 | 11 | 33 | 35 | -2   |
| 10   | Ternana P  | 36  | 38 | 11 | 14 | 13 | 34 | 36 | -2   |
| 11   | Mantoue R  | 35  | 38 | 10 | 15 | 13 | 30 | 30 | 0    |
| 12   | Monza      | 35  | 38 | 8  | 19 | 11 | 32 | 38 | -6   |
| 13   | Livourne   | 35  | 38 | 11 | 13 | 14 | 29 | 35 | -6   |
| 14   | Catanzaro  | 35  | 38 | 10 | 15 | 13 | 23 | 31 | -8   |
| 15   | Catane     | 35  | 38 | 10 | 15 | 13 | 19 | 28 | -9   |
| 16   | Cesena P   | 34  | 38 | 10 | 14 | 14 | 27 | 37 | -10  |
| 17   | Modène     | 32  | 38 | 9  | 14 | 15 | 26 | 34 | -8   |
| 18   | S.P.A.L. R | 31  | 38 | 8  | 15 | 15 | 30 | 38 | -8   |
| 19   | Lecco      | 30  | 38 | 7  | 16 | 15 | 26 | 38 | -12  |
| 20   | Padoue     | 29  | 38 | 8  | 13 | 17 | 25 | 53 | -28  |

|  | Promotion en Serie A                        |
|  | Relégation en Serie C                       |
|  | P : Promu de Serie C R : Relégué de Serie A |